# متلازمة سوتو
متلازمة سوتو (بالإنجليزية: Sotos syndrome)‏ هو اضطراب وراثي نادر، يتسم بالنمو المفرط للجسم خلال الخمس سنوات الأولى مصحوبة بتخلف عقلي وتأخر حركي ومعرفي واجتماعي ونطقي. وقد قام طبيب الغدد الصماء الأمريكي جوان سوتو (Juan Sotos) عام 1964م. بنشر بحث عن مجموعة من الحالات التي تتشابه في العديد من الأعراض، ولم يجد لها أسباب هرمونية، ومن ثم فقد سميت هذه الحالة بإسمه. تحدث حالة واحدة لكل 14.000 ولادة .

## الأسباب
ما زال السبب في حدوث هذه الحالة مجهول، ولكن في أغلب الحالات تحدث كطفرة جينية، والمشكلة تحدث في الجين NSD1 في الكروموسوم رقم 5، وهذا الجين هو المسئول عن تصنيع البروتين الضروري للنمو الطبيعي.
وللوراثة السائدة دور في نقل المرض.

## الأعراض
-عند الولادة عادة ما يكونون كبيري الحجم عند الولادة (الوزن، الطول، محيط الرأس)
- نمو جسمي مفرط خلال السنوات الثلاث الأولى من العمر
- تأخر فكري متوسط
- تأخر في النطق
- تأخر في التطور الحركي، وضعف في قوة العضلات
- صعوبة في التغذية
- حدوث يرقان المواليد - أبوصفار
- كبر في حجم الجمجمة - الرأس - منذ الولادة
- زيادة مفرطة في حجم الرأس خلال السنوات الثلاث الأولى من عمر الطفل
- رأس طويل وكبير مع نتوء قليل ومتفاوت في الجبهة
- ذقن حاد
- عينان متباعدتان وعيون مائلة
- أيدي وأرجل كبيرة
- ضعف العضلات
- تأخر حركي
- اضطراب في المشي وعدم توازن
- انحناء طرفي يميني أو يساري في العمود الفقري
- فقدان أو نقص في السمع
- مشاكل في التواصل و مشاكل بالنطق واللغة تتحسن مع العمر.
- نبرة صوت رتيبة و صعوبات في إصدار الأصوات والتأتأة
- نقص الإنتباه وزيادة النشاط
- أضطرابات سلوكية
- عيوب في القلب أو الكِلى
- الصرع - التشنج
- تكرار الإلتهابات في الجهاز البولي والجهاز التنفسي
- فرط الغدة الدرقية
- الإمساك
- مشاكل في الأكل بسبب الحلق المقوس
هناك العديد من المتلازمات التي تشترك معها في بعض الأعراض، ومنها:
1- متلازمة مارفان Marfan's Syndrome
2- متلازمة بيكويث ويدمان Beckwith-Wiedemann syndrome
3- متلازمة نيفو NEVO
4- متلازمة رايلي سميث

## العلاج
العلاج على حسب الأعراض. يحتاجون إلى برامج تأهيل تربوي ومهني وعلاج طبيعي وبرامج للتخاطب وبرنامج للتربية البدنية.